# Armenia en los Juegos Europeos de Minsk 2019
Armenia participó en los Juegos Europeos de Minsk 2019. Responsable del equipo nacional fue el Comité Olímpico Nacional de Armenia.

## Medallistas
El equipo de Armenia obtuvo las siguientes medallas:
| Nombre              | Deporte            | Competición             |
| ------------------- | ------------------ | ----------------------- |
| Oro                 |                    |                         |
| Arthur Hovhannisian | Boxeo              | Mosca ligero (–49 kg) M |
| Hovhannes Bachkov   | Boxeo              | Superligero (–64 kg) M  |
| Artur Davtian       | Gimnasia artística | Salto de potro M        |
| Artur Alexanian     | Lucha grecorromana | 97 kg M                 |
| Tigran Kirakosian   | Sambo              | –52 kg M                |
| Plata               |                    |                         |
| Vahagn Davtian      | Gimnasia artística | Anillas M               |
| Karapet Chalian     | Lucha grecorromana | 77 kg M                 |
| Davit Grigorian     | Sambo              | –82 kg M                |
| Bronce              |                    |                         |
| Karen Tonakanian    | Boxeo              | Ligero (–60 kg) M       |
| Gor Nersesian       | Boxeo              | Semipesado (–81 kg) M   |
| Arsen Ghazarian     | Sambo              | –74 kg M                |